# Byggeri af mole, Hanstholm Havn
|  | Denne artikel er oprettet af botten Steenthbot ud fra en ekstern database. Den kan derfor have sproglige fejl eller mangler. Denne skabelon kan fjernes efter kontrol af indholdet. |

Byggeri af mole, Hanstholm Havn er en dansk dokumentarisk optagelse fra 1931.

## Handling
Optagelser af anlægsbyggeriet af en mole i Hanstholm, formentlig vestmolen der blev anlagt i 1920'erne under ledelse af ingeniør Jørgen Fibiger.
I perioden 1917-1941 blev der udført en række forsøg på at bygge en havn ved Hanstholm, men på grund af svære vejrforhold, manglende bevillinger og Anden Verdenskrig blev havnen først en realitet i 1967.